# Hardy Neumann Soto
Hardy Alberto Neumann Soto (* 1963 in Talagante) ist ein chilenischer Philosoph.

## Leben
Von 1980 bis 1984 studierte Philosophie und Erziehungswissenschaft an der Pontificia Universidad Católica de Valparaíso. Nach der Promotion 2004 zum Dr. phil. im Fach Philosophie an der Albert-Ludwigs-Universität Freiburg ist er seit 2008 Professor für Philosophie an der Pontificia Universidad Católica de Valparaíso.
Seine Forschungsgebiete sind vorsokratische Philosophie, Philosophie der Klassischen Griechischen Periode, Philosophie der Frühneuzeit, reflexiver Idealismus, transzendentaler Idealismus, reflexive Phänomenologie und hermeneutische Phänomenologie.

## Schriften (Auswahl)
- Die neue Seinsbestimmung in der reinen theoretischen Philosophie Kants: Das Sein als Position. Berlin 2006, ISBN 3-428-11598-8.